# 356 (numero)
Trecentocinquantasei (356) è il numero naturale dopo il 355 e prima del 357.

## Proprietà matematiche
- È un numero pari.
- È un numero composto.
- È un numero difettivo.
- È un numero felice.
- È parte delle terne pitagoriche (156, 320, 356), (267, 356, 445), (356, 7917, 7925), (356, 15840, 15844), (356, 31683, 31685).
- È un numero di Ulam.
- È un numero colombiano nel sistema numerico decimale.

## Astronomia
- 356P/WISE è una cometa periodica del sistema solare.
- 356 Liguria, asteroide della fascia principale del sistema solare.
- NGC 356 è una galassia spirale della costellazione della Balena.

## Astronautica
- Cosmos 356 è un satellite artificiale russo.

## Altri ambiti
- 356, modello di autovettura prodotto dalla Porsche